# Đảo chính Niger 2010
Vụ đảo chính quân sự tại Niger năm 2010 diễn ra vào tối ngày 18 tháng 2. Một nhóm binh sĩ Niger đến Thủ đô Niamey. Lúc 19 giờ tối, họ tiến hành cuộc đảo chính bằng cách húc xe tăng vào dinh Tổng thống và nổ súng làm nhiều người bị thương. Tổng thống Niger Mamadou Tandja bị bắt khi ông đang chủ trì cuộc họp nội các hàng tuần. Nội các Niger cũng bị bắt giữ.
Sau đó, nhân vật phát ngôn của nhóm đảo chính xác nhận trên truyền hình rằng Hiến pháp Niger và tất cả các tổ chức Nhà nước Niger đã cáo chung. Hậu quả là Hội đồng Tối cao Lập lại Dân chủ (CSRD) lên nắm chính quyền Niger. Tất cả các cửa biên giới bị đóng và có lệnh giới nghiêm. Theo vài tin tức, Tổng thống Niger bị cầm giữ tại một doanh trại của quân đội. Salou Djibo trở thành lãnh đạo mới của Niger.

## Bối cảnh

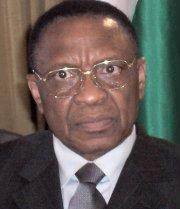
Tổng thống Mamadou Tandja năm 2007

Sau khi giành độc lập từ Pháp năm 1960, trong một thời gian dài, quân đội nắm quyền kiểm soát Niger. Mamadou Tandja- cựu sĩ quan quân đội- lần đầu được bầu làm Tổng thống Niger vào năm 1999. Ông quay lại nắm quyền sau cuộc bầu cử năm 2004.
Vụ việc diễn ra trong bối cảnh Niger đang trong tình trạng khủng hoảng chính trị sau khi Tổng thống Tandja vào tháng 8 năm 2009 giải tán Quốc hội và cải tổ Hiến pháp nhằm tăng thêm quyền hạn và kéo dài nhiệm kỳ của ông, lẽ ra hết hạn vào tháng 12/2009. Động thái này gây dư luận quốc tế chỉ trích mạnh mẽ cùng các biện pháp trừng phạt Niger, trong đó Cộng đồng Kinh tế Tây Phi đình chỉ tư cách thành viên của nước này. Sau đó, căng thẳng tại Niger- một đất nước giàu urani- ngày một tăng.

## Đảo chính
Nhóm tự xưng là Hội đồng Tối cao Phục hồi dân chủ (CSRD, còn được dịch là Hội đồng Tối cao Lập lại Dân chủ) thuộc quân đội tiến hành cuộc đảo chính và đơn vị của Djibo đóng vai trò chủ chốt trong cuộc đảo chính. Ngày 18/2, nhóm binh sĩ đảo chính sử dụng xe tăng ập vào dinh Tổng thống, nã đạn pháo khiến nhiều người bị thương, và áp tải Tổng thống Tandja rời khỏi đây. Sau khi bắt giữ Tổng thống Tandja cùng nội các Niger, tuyên bố trên truyền hình, người phát ngôn của nhóm đảo chính CSRD, Đại tá Goukoye Abdoulkarim nói, Hiến pháp Niger bị ngừng thực thi, tất cả các tổ chức Nhà nước Niger bị giải tán, và CSRD đang nắm quyền tại Niger. Người phát ngôn này mặc đồ quân sự phát biểu trong khi xung quanh ông là một đám đông binh sĩ, nói: "Tôi kêu gọi người trong và ngoài nước ủng hộ chúng tôi trong một hành động yêu nước để cứu Niger và đưa người dân thoát khỏi nghèo đói, lừa bịp và tham nhũng." Ít nhất 10 người, trong đó có bốn binh sĩ, thiệt mạng, và 10 binh sĩ khác bị thương trong các cuộc giao tranh.
Ngoài Tổng thống Tandja, nhiều bộ trưởng của chính phủ Niger cũng bị lực lượng quân sự bắt giữ. CSRD ban bố lệnh giới nghiêm và đóng cửa các chốt biên giới, đồng thời kêu gọi người dân Niger bình tĩnh và ủng hộ các ý tưởng "khôi phục dân chủ và năng lực lãnh đạo" của quân đội. Một số nguồn tin cho rằng, Tổng thống Niger bị giam giữ ở một doanh trại quân đội. Theo Goukoye Abdoulkarim, hội đồng quyết định tạm đình chỉ Hiến pháp của nền Cộng hoà thứ sáu và giải tán toàn bộ thể chế hiện hành. Một nhà ngoại giao châu Phi xác nhận Tổng thống Tandja và một số quan chức cao cấp của chính phủ Niger bị bắt giữ. Trong khi đó, một nhà ngoại giao Pháp nói cận vệ của Tổng thống Tandja tham gia vụ đảo chính này.

## Dư âm
Quân đội Niger ngày 19/2 chỉ định Salou Djibo, chỉ huy đơn vị pháo binh, làm người đứng đầu chính quyền quân sự sau cuộc đảo chính.

## Phản ứng
Liên minh châu Phi lên án vụ bạo lực tại Niger. Cao uỷ phụ trách an ninh của Liên Phi, Ramtane Lamamra tuyên bố những gì diễn ra ở Niger "đi ngược lại mong muốn của Liên Phi về một châu lục không có đảo chính." Cộng đồng Kinh tế Tây Phi cũng ra tuyên bố lên án âm mưu đảo chính tại Niger, trong đó nêu rõ "bác bỏ mọi sự thay đổi quyền lực thông qua các biện pháp vi hiến và bạo lực."